# AGM-28 Hound Dog
Die North American AGM-28 Hound Dog (frühere Bezeichnung: GAM-77) war ein Luft-Boden-Lenkflugkörper und ab 1957 der erste Marschflugkörper der US-Luftwaffe, der eine Kernwaffe trug. Der Name Hound Dog stammt von Elvis Presleys Version des Liedes Hound Dog. Sie wurde mit der damals neuen B-52 entwickelt, um ein direktes Überfliegen stark verteidigter Ziele mit dem Bomber zu vermeiden. Der Flugkörper besaß Deltaflügel und Canards als Steuerflächen. Als Triebwerk diente ein Turbojet des Typs Pratt & Whitney J52 mit 33 kN Schub. Etwa 700 Flugkörper wurden hergestellt.
Die Entwicklung begann 1957 unter der Projektbezeichnung Weapon System 131B (auf Deutsch: Waffensystem 131B), nachdem North American die Ausschreibung erfolgreich für sich entschieden hatte. Der Prototyp flog im April 1959 erstmals mit eigener Kraft, im Dezember 1959 wurde die Einsatzbereitschaft hergestellt. Die B-52 konnte zwei dieser Flugkörper tragen. Im Juni 1963 erhielten die Flugkörper die offizielle Bezeichnung AGM-28A und AGM-28B.
Die Flugkörper benutzten zur Lenkung und Zielortung ein Trägheitsnavigationssystem sowie ein Astronavigation-System. Damit konnten sie eine vorprogrammierte Flugstrecke fliegen. Die Flugkörper konnten aus einem Höhenbereich von 5.000 bis 13.700 m gestartet werden. Beim Standard-Flugprofil erfolgte der Marschflug der AGM-28 auf einer Höhe von rund 17.000 m mit rund Mach 2,1 und das Ziel wurde im steilen Sturzflug angeflogen. Dabei betrug die maximale Reichweite 1.180 km. Weiter konnte der Marschflug auch in einer Höhe von 1.500 m erfolgen, wobei eine Reichweite von rund 630 km erreicht wurde. Mit der Ausführung AGM-28B konnte der Marschflug in einer minimalen Höhe von 300 m mit einer Geschwindigkeit von Mach 0,83 erfolgen. In Abhängigkeit zur Flugdistanz und Flugkörperversion wurde ein Streukreisradius (CEP) von 1.850–3.000 m erzielt. Der W-28-Nukleargefechtskopf hatte eine Sprengkraft von 1,1 MT und konnte bei Bodenkontakt oder mit einem Radar-Näherungszünder in der Luft zur Detonation gebracht werden.
Ursprünglich sollte die AGM-28 im Jahre 1965 durch die AGM-48 Skybolt abgelöst werden, die jedoch nicht fertig entwickelt wurde. Schließlich wurde sie ab 1972 durch die AGM-69 SRAM abgelöst. Die letzten AGM-28 wurden 1976 von den Einsatzkräften zurückgezogen.

## Varianten
- GAM-77A / AGM-28A: 1. Serienversion aus dem Jahr 1959 mit KS-120 Astronavigation-System.
- GAM-77B / AGM-28B: 2. Serienversion aus dem Jahr 1961 mit KS-140 Astronavigation-System und Radar-Altimeter.
- AGM-28C: Prototyp mit TERCOM-Lenksystem aus dem Jahr 1971. Entwicklung eingestellt.[11]